# Fahlkopfspecht
Der Fahlkopfspecht (Celeus elegans) ist eine Vogelart aus der Familie der Spechte (Picidae). Dieser mittelgroße und recht kontrastreich gefärbte Specht hat ein großes Verbreitungsgebiet im nördlichen zentralen Südamerika. Die Art bewohnt ein breites Spektrum dichter und aufgelockerter Waldtypen einschließlich Galeriewäldern und Kakao-Plantagen. Die überwiegend im Bereich der unteren und mittleren Baumschicht gesuchte Nahrung besteht vor allem aus Ameisen und Termiten, daneben werden auch Fliegenmaden sowie Früchte und Beeren gefressen. 
Die Art gilt als wenig häufig, der Weltbestand ist jedoch wohl sehr groß und gilt als stabil. Der Fahlkopfspecht wird von der IUCN daher als ungefährdet („least concern“) eingestuft.

## Beschreibung
Fahlkopfspechte sind mittelgroße Spechte mit einer langen Haube. Der Schnabel ist kurz, leicht meißelförmig zugespitzt, am First nach unten gebogen und an der Basis relativ schmal. Die Körperlänge beträgt etwa 26–32 cm, das Gewicht 93–172 g. Diese Spechte sind damit etwas kleiner und leichter als ein Grünspecht. Die Art zeigt hinsichtlich der Färbung einen wenig auffallenden Geschlechtsdimorphismus.
Bei Männchen der Nominatform C. e. elegans sind Rücken und Schulterfedern meist ungezeichnet tief rötlich-kastanienbraun, nur gelegentlich sind undeutliche schwarze Binden vorhanden. Der Bürzel und die Oberschwanzdecken sind cremebeige, einige Federn am Bürzel zeigen manchmal rote Spitzen. Oberflügeldecken, Schirmfedern, Armschwingen und die inneren Handschwingen sind wie der Rücken überwiegend einfarbig tief rötlich-kastanienbraun. Die Flügeldecken zeigen auf diesem Grund gelegentlich kleine weiße Flecken oder dünne weiße Schaftstriche. Die Armschwingen sind auf den Innenfahnen und manchmal auch auf den Außenfahnen braun gebändert. Die äußeren Handschwingen sind schwärzlich-braun und weisen an den Basen der Innenfahnen meist eine rötlich-braune Bänderung auf. Die Oberseite der Steuerfedern ist ebenfalls schwärzlich, das äußerste Steuerfederpaar hat rotbraune Partien. 
Die Unterseite des Rumpfes ist dunkel kastanienbraun, die Flanken sind deutlich heller cremig-zimtbeige und meist undeutlich gebändert. Die Unterflügel sind überwiegend cremebeige oder hell zimtfarben, die unterseits braunen Schwingen zeigen im Regelfall eine schwache Bänderung. Der Unterschwanz ist wie der Oberschwanz gefärbt, aber heller und weniger kräftig. 
Stirn, Oberkopf und Haube sind beige cremefarben. Der breite Bartstreif ist rot. Der übrige Kopf einschließlich Kinn und Kehle sowie der Hals sind wie die Rumpfunterseite dunkel kastanienbraun. 
Der Schnabel ist elfenbeinfarben bis gelb oder grünlich-gelb mit dunklerer Basis und einem bläulichen Ton am Unterschnabel. Beine und Zehen sind dunkel oliv bis dunkelgrau. Die Iris ist rotbraun bis rot, der Augenring blau. 
Weibchen fehlt der rote Bartstreif, dieser Bereich ist wie der übrige Kopf dunkel kastanienbraun.

## Lautäußerungen
Es sind mehrere Rufe bekannt. Dazu gehören eine melodische, abfallende Rufreihe etwa wie „wewa ew-ew-ew-ew-ew“ und rasselnde, kreischende Rufe, unter anderem ein „whick-frrr“, ein kratzendes „whäa-jer“ oder „keeaa“, das manchmal mehrfach wiederholt wird, sowie ein „wick-wick-wick“. Beide Geschlechter trommeln in der Brutzeit häufig, der Trommellaut besteht aus einem lauten, scharfen Doppelschlag „dop-dop“.

## Systematik
Winkler et al. erkennen sechs Unterarten an, die in zwei Unterartengruppen unterteilt werden:
- elegans-Unterartengruppe mit langer Haube und hellem Oberkopf
  - Celeus e. elegans  (Müller, 1776) – Französisch-Guayana und angrenzende Teile Surinams sowie Nordosten Brasiliens nördlich des Amazonas. Die Nominatform ist oben beschrieben.
  - Celeus e. hellmayri  Berlepsch, 1908  – Osten Venezuelas, Guayana und größter Teil Surinams. Ähnlich Nominatform, aber Oberkopf dunkler.
  - Celeus e. deltanus  Phelps WH & Phelps WH Jr., 1950 – Delta Amacuro im Nordosten Venezuelas. Ähnlich vorige Unterart, aber Oberkopf noch dunkler.
  - Celeus e. leotaudi  Hellmayr 1906 – Trinidad. Viel kleiner als Nominatform, zudem heller und mit leuchtenderen Farben, Oberkopf gelbbraun und Bürzel stärker gelb.
- jumanus-Unterartengruppe mit kürzerer Haube und dunklem Oberkopf
  - Celeus e. jumanus  (Spix 1824) – Südwesten Venezuelas, Osten Kolumbiens, Nordwesten Brasiliens, Norden Boliviens und Brasilien südlich des Amazonas. Insgesamt dunkler als die Unterarten der elegans-Gruppe, Schirmfedern und Armschwingen stärker rötlich-braun, Rücken und Oberflügeldecken mit rötlich-braunen Spitzen, letztere ohne weiße Punkte.
  - Celeus e. citreopygius  Sclater, PL & Salvin 1867 – Osten von Ekuador und von Peru. Schwärzlicher als vorige Unterart, weniger gelb auf dem Bürzel und auf den Flanken, Flügel schwächer gebändert.

Nach Winkler et al. bildet der Fahlkopfspecht eine Superspezies mit dem Kastanienspecht (Celeus castaneus), dem Gelbschopfspecht (Celeus flavescens) und dem Blassschopfspecht (Celeus lugubris).

## Verbreitung und Lebensraum
Dieser Specht hat ein großes Verbreitungsgebiet im nördlichen zentralen Südamerika. Das Areal  der Art reicht vom Osten Kolumbiens und dem östlichen Venezuela nach Osten bis zur mittleren Nordküste Brasiliens und nach Süden bis in den Norden von Bolivien und in das mittlere Brasilien südlich des Amazonas. Die Größe des Gesamtverbreitungsgebietes wird auf 6,51 Mio. km² geschätzt.
Die Art bewohnt ein breites Spektrum dichter und aufgelockerter Waldtypen mit großen Bäumen, einschließlich Galeriewäldern, Terra Firma und Várzea bis hin zu Kakao-Plantagen. Fahlkopfspechte sind weitgehend auf die Niederungen beschränkt, in Venezuela kommt die Art noch bis in Höhen von 1000 m vor, in Kolumbien und Peru bis in 500 m Höhe.

## Lebensweise
Fahlkopfspechte werden einzeln, in Paaren oder in losen Gruppen mit bis zu fünf Individuen angetroffen und schließen sich auch regelmäßig gemischten Vogeltrupps an. Die überwiegend im Bereich der unteren und mittleren Baumschicht gesuchte Nahrung besteht vor allem aus Ameisen und Termiten, daneben werden auch Fliegenmaden sowie Früchte und Beeren gefressen. Die Nahrung wird meist an Stämmen oder Starkästen durch Hämmern und Ablesen erlangt. Fahlkopfspechte hacken dabei auch Löcher in die Nester von Termiten. 
Bruten wurden in Französisch-Guayana und Trinidad im April und Mai beobachtet. Vergrößerte Gonaden bei gesammelten Individuen lassen im Süden Venezuelas und im Nordwesten Brasiliens Bruten im Januar und Februar vermuten. Die Höhlen befinden sich in toten Stämmen oder Baumstümpfen. Die Gelege bestehen, soweit bekannt, aus drei Eiern. Weitere Angaben zur Brutbiologie liegen bisher nicht vor.

## Bestand und Gefährdung
Die Art gilt als wenig häufig. Gesicherte Angaben zur Größe des Weltbestandes gibt es nicht, er ist jedoch vermutlich sehr groß und gilt als stabil. Der Fahlkopfspecht wird von der IUCN daher als ungefährdet („least concern“) eingestuft.